# خانواده Bcl-2

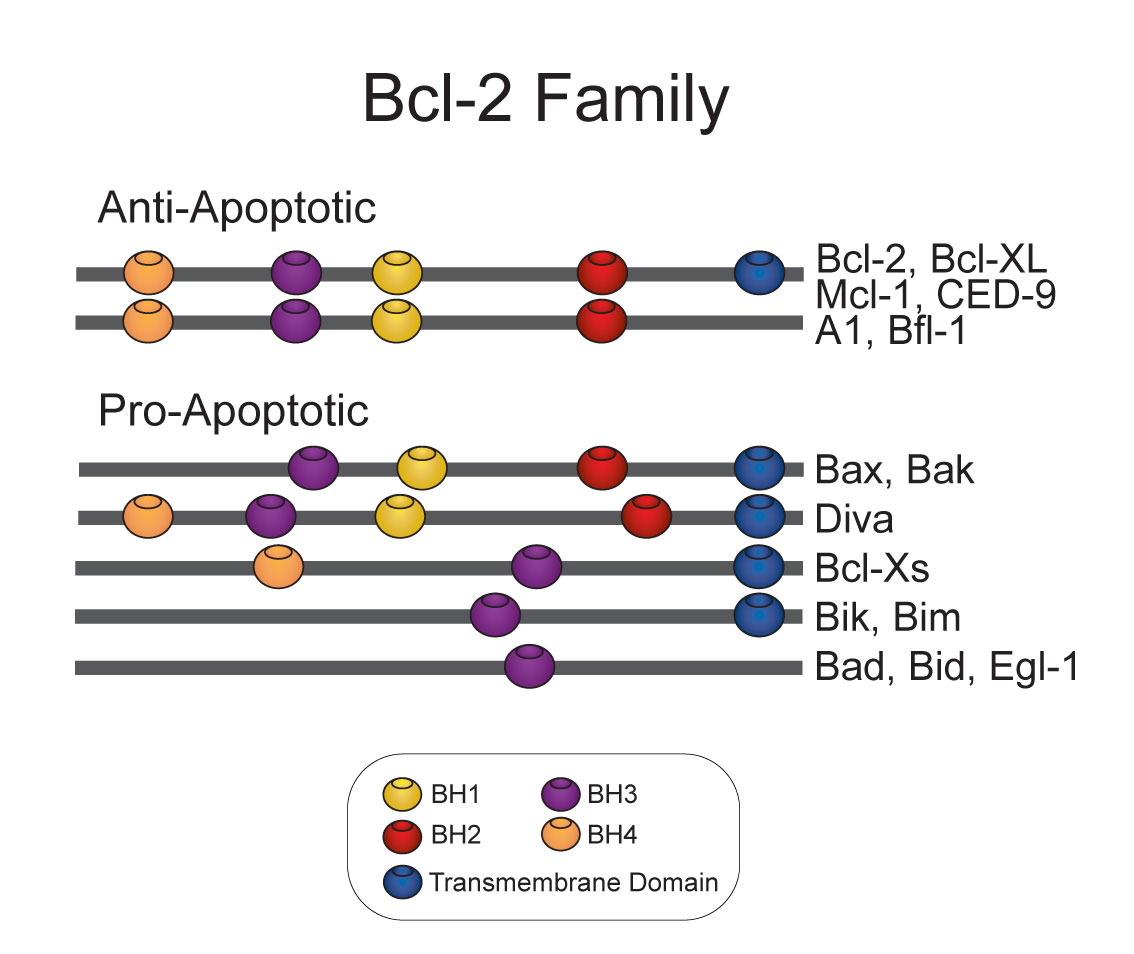
دومِـین‌های خانواده Bcl-2

خانواده Bcl-2 (انگلیسی: Bcl-2 family) گروهی از پروتئین‌های به‌شدت محافظت‌شده در طول تکامل بشر است که همگی حاوی یک دومین «همولوژی Bcl-2» هستند. این خانواده نقش مهمی در فرایند آپوپتوز در میتوکندری دارند. تا سال ۲۰۰۸ میلادی، ۲۵ ژن از این خانوادهٔ بزرگ کشف شده‌است.
چندین فرضیه دربارهٔ چگونگی دخالت این خانواده پروتئینی در القاء یا توقف آپوپتوز وجود دارد. بر پایهٔ یکی از این فرضیه‌ها، این کار از طریق فعال‌شدن یا غیرفعال‌شدن «منافذ تحول نفوذپذیری میتوکندری» (mPTP) انجام می‌شود که در تنظیم کلسیم، پی‌اچ و ولتاژ نقش مهمی ایفا می‌کنند. همچنین به نظر می‌رسد که برخی پروتئین‌های این خانواده سبب تحریک رهاسازی (آنهایی که القاکنندهٔ آپوپتوز هستند) یا مهار رهاسازی (آنهایی که بازدارندهٔ آپوپتوز هستند) سیتوکروم سی به‌داخل سیتوزول می‌شوند.